# Carnàtic

Localització de la regió carnàtica

La regió carnàtica o Carnàtic (Karnatic en anglès, localment Kaunada, Karnata i Karnataka-desa) és una regió de l'Índia que defineix al país kannada, si bé sovint es va assenyalar erròniament com a corresponent al Tamil Nadu. Karnata o Karnataka era el nom que donaven els pobles kannada i telugu a llur país i llengua i, segons Robert Caldwell derivaria del dravídic "kar" (negre) i "nadu" (país).

## Història
El país fou dominat per andhres o satavahanes, kadambes, pallaves, els ganga, chalukyes, rashtrakutes, els cola, chalukyes tardans, hoysales, i Vijayanagar. Aquest darrer regne va dominar fins que fou greument derrotat pels musulmans el 1565 (retirant-se els reis a Penunkonda, després a Chandragiri i després a Anagundi) passant el territori al sultanat de Bijapur i al sultanat de Golconda, i el 1586 i 1587 a l'Imperi Mogol. Ja llavors el nom de Carnàtic era general i s'havia estès a la plana del sud, distingint-se el Karnata Payanghat o terres baixes del Karnata Balaghat o terres de muntanya.
Els musulmans van anomenar Karnataka o Carnàtic al país sobre els Ghats (Mysore i part de Telingana) i ho van estendre al país sota els Ghats. Els britànics, que van apropiar-se d'aquest territori amb les guerres carnàtiques van limitar el nom al país sota els Ghats, és a dir la zona de la costa de Coromandel, i així Mysore que era el verdader Carnàtic va perdre aquest nom (que no va recuperar fins al 1972).
Els nawabs mogols d'Arcot van agafar el nom de nawabs de Carnàtic. Vegeu principat d'Arcot.
Després de l'annexió pels britànics el terme Carnàtic, purament geogràfic, es donava als territoris dels següents districtes:
- Districte de Belgaum
- Districte de Dharwar
- Districte de Bijapur
- Part del districte de North Kanara
- I els estats natius de l'agència dels Estats Marathes del Sud i Kolhapur